# Lei de Aaron
A Lei de Aaron (em inglês:  Aaron's Law) é uma proposta de lei que tem o nome de Aaron Swartz, programador e escritor americano, que cometeu suicídio em 2013 após ter sido descoberto o download de conteúdos de publicações académicas mantidas no sistema JSTOR. Na época, Swartz estava diante da possibilidade de severas punições, sob a lesgilação do Computer Fraud and Abuse Act norte-americano - com vários indiciamentos, e a perspetiva de até 35 anos na prisão, devido a um ato, até então, de desobediência civil. Após o indiciamento e subsequente suicídio de Aaron Swartz surgiu uma proposta de emenda, nos Estados Unidos para o CFAA para evitar que o que ocorreu com Aaron ocorresse com outros usuários da internet. A proposta de Lei, que leva seu nome, tem como intenção refocar o CFAA, deixando de lado atividade de computador e internet comuns para ter como novo foco atividades feitas por hackers, e danosas. Estabelece uma forma de se diferenciar entre atividades comuns online e ataques danosos.

## Motivação
A lei de Aaron excluiria violação de termos de serviço da versão do CFAA de 1984, e do estatuto de fraude norte-americano, apesar do fato que Swartz não foi indiciado devido a violações de Termo de Serviço. Zoe Lofgren, política americana, argumentou que a versão vigente do CFAA possuía falhas, como o fato de que uma pessoa pode ser punida diversas vezes pelo mesmo crime. As acusações podem ser acumuladas, gerando multas e encarceramento maiores por uma única violação.  Segundo Zoe, o governo americano pode indiciar Aaron com acusações tão desproporcionais devido ao escopo do CFAA e o estatuto de fraude. O governo teria utilizado os conceitos vagos da legislação para julgar a violação dos termos de serviço de um serviço online como um ato ilícito. Utilizando a lei dessa forma poderia criminalizar diversas atividades do dia a dia, e garantir severas penalidades a qualquer cidadão. 

## Requisições
A Lei de Aaron requisita, para melhoria do CFAA, principalmente, os seguintes fatores:
1. Estabelecer que uma quebra em termos de serviço, acordo de emprego, ou contrato, não é uma violação automática do CFAA. A emenda definiria "acesso sem autorização" dentro do CFAA como a obtenção de acesso a informação ao contornar controles físicos ou tecnológicos - tais como senhas, criptografia, ou escritórios fechados. Além disso, ataques como phising, malware ou keyloggers, ataque de negação de serviço e vírus de computador continuariam sendo controlados pela CFAA.
2. Reestabelecer o equilíbrio ao CFAA ao eliminar a possibilidade de sujeitar um indivíduo a mais de uma acusação devido à mesma violação da lei. Eliminar a redundância nas acusações torna a legislação mais rápida, eficaz, e evita a duplicação de esforços - tudo isso sem criar um gap na proteção contra hackers.
3. Trazer maior proporção às penas do CFAA. Atualmente, um promotor pode aumentar sentenças em potencial ao empilhar diferentes acusações sobre violações de lei estadual. A lei de Aaron reformaria a pena para certas violações para garantir que promotores não as acumulem.[3]

## Controvérsia
Até maio de 2014, a Lei de Aaron ainda estava em julgamento por comitê, supostamente devido à intervenção por parte da Oracle, com interesses financeiros. Outros grupos, como o BSA norte-americano, protestou que a lei faria com que empresas criassem obstáculos tecnológicos para garantir que sua informação esteja protegida legalmente.